# Leskovec (Březová)
Leskovec (německy Markersdorf) je vesnice, část městyse Březová v okrese Opava. Nachází se asi 2,5 km na východ od Březové. V roce 2009 zde bylo evidováno 111 adres. V roce 2001 zde trvale žilo 271 obyvatel.
Leskovec leží v katastrálním území Leskovec u Vítkova o rozloze 4,71 km2.